# Giriyal-Kariyat, Sampgaon
Giriyal-Kariyat là một làng thuộc tehsil Sampgaon, huyện Belgaum, bang Karnataka, Ấn Độ.